# Euoplos tasmanicus
Euoplos tasmanicus är en spindelart som först beskrevs av Hickman 1928.  Euoplos tasmanicus ingår i släktet Euoplos och familjen Idiopidae.
Artens utbredningsområde är Tasmanien. Inga underarter finns listade i Catalogue of Life.